# Gryllus abingdoni
Gryllus abingdoni är en insektsart som beskrevs av Otte, D. och Peck 1997. Gryllus abingdoni ingår i släktet Gryllus och familjen syrsor. Inga underarter finns listade i Catalogue of Life.